# Szlovénia pozsonyi nagykövetsége
Szlovénia pozsonyi nagykövetsége (szlovénül: Veleposlaništvo Republike Slovenije v Bratislavi, szlovákul: Veľvyslanectvo Slovinskej republiky v Bratislave) 1997-ben nyílt diplomáciai képviselet Szlovákia fővárosában, Pozsonyban. A nagykövetség az Óvárosban (Pozsonyi I. járás), a Ventúrska 5. szám alatt található.

## Előzménye, története
Mindkét ország a kelet-európai rendszerváltozások idején, 1990 után nyerte el önállóságát: Szlovénia 1991. június 25-én, Szlovákia -  másodszor a történelem során - 1993. január 1-jén. Korábban 1934-ben már volt jugoszláv konzulátus az akkor Csehszlovákia részét képező Pozsonyban. A két önálló ország 1993-ban vette fel a kapcsolatokat - lényegében csak egymás elismerésére volt szükség, hiszen minden fennálló szerződést örököltek a jogelőd országoktól. Bár a nagykövetséget 1997-ben nyitották, 2000-ig csak ügyvivő vezette, ekkor nevezték ki az első nagykövetet, Ada Filip Slivniket.

## Nagykövetek
- Gregor Kozovinc (2017-)
- Bernarda Gradišnik (2013-2017)
- Stanislav Vidovič (2009-2013)
- Maja Marija Lovrenčič Svetek (2004-2008)
- Ada Filip Slivnik (2000-2004)

Ada Filip Slivnik 1997-től mint ideiglenes ügyvivő vezette a képviseletet.